# 7형 순항전차 A24 카발리어
7형 순항전차 A24 카발리어(Tank, Cruiser, Mk VII Cavalier (A24))는 제2차 세계 대전 당시 영국 순항전차의 중간 디자인이다. A15 크루세이더 전차로부터 파생되었으며 A27 크롬웰 전차로 대체되었다.

## 개발

### 초기 개발
카발리어 전차의 개발은 크롬웰 전차의 개발로 시작되었다. 1940년대 중반, 영국은 새로운 순항전차에서 어떤 것이 개발되어야 할 지 선택해야 했다. 전차 및 수송부가 구체화 작업에 참여했고, 전차에 QF 6파운드 포를 다는 것을 포함시켰다. 이것은 작전참모들이 A22 처칠 전차의 순항 전차 모델인 A23과 너필드 메카니제이션 앤드 에어로 회사의 크루세이더 전차를 바탕으로 한 A24로 작업을 구체화하는데 기여했다. 버밍엄 철도수송 및 화물차 회사도 크루세이더 전차에 기반을 둔 디자인을 제공했다.
너필드의 디자인은 시속 39km까지 속력을 올릴 수 있고, 410마력으로 출력이 증가된 리버티 L-12 엔진을 장착했다. 전방 장갑은 63mm에서 70mm였고, 60인치 포탑에 6파운드 포를 장착했다. 전차 및 수송부 회의가 1941년 1월 열렸고, 1942년 초까지 전차가 생산에 들어가야 한다는 점을 고려해 전차 시제 모델을 회피하기 위해 존재하는 디자인 내에서 전차를 설계하기로 결정했다. 6개의 A24 너필드 전차 디자인이 그 달에 주문에 들어갔고, 전차 이름은 크롬웰로 결정되었다.

### 크롬웰 전차로부터 분리
롤스로이스 사의 디자인부는 레이랜드 엔지니어들과 같이 일하며 롤스로이스 미티어를 만들었다. 이는 같은 크기의 리버티 엔진보다 더 높은 출력을 낼 수 있었다. 초기에 이 엔진은 A24에 장착될 예정이었지만, 새로운 엔진은 너필드가 받아들일 수 없었다. 롤스로이스 및 레이랜드와 함께 버밍엄 철도수송 및 화물차 회사는 메티오르 엔진을 사용하는 그들만의 크롬웰 전차 시제품을 생산할 수 있었다. 이것은 A27이라 불리며 크롬웰 전차의 구체화 작업으로 이어졌다. 레이랜드는 미티어 엔진에 의심을 가지고 리버티 엔진을 개조해 이 전차를 A24, A27L, A27M 등으로 더욱 발달시켰다. 작전참모부의 구체화 계획은 너필드의 A24 크롬웰 1, 리버트 엔진을 장착한 크롬웰 2 , 그리고 미티어 엔진을 장착한 크롬웰 3으로 세분화되었다. 크롬웰이라는 이름의 혼돈을 피하기 위해 크롬웰 1은 카발리어로 개칭되었고, 크롬웰 2는 센타우르 전차로 개칭되었으며, 크롬웰 3만이 크롬웰 전차가 되었다. 이후 A27로부터 디자인과 생산 작업도 분리되면서 카발리어 전차는 독립된 전차가 되었다.

## 생산
1941년 말, 너필드 디자인의 생산이 너필드와 러스턴 앤드 혼즈비 회사에서 맡기로 결정되었다. 다른 프로젝트와 크루세이더 전차에 장착할 6파운드 포에 대한 작업으로 인해 이미 생산은 늦춰졌다. 1942년 3월 첫 전차가 생산에 들어갔다. 크롬웰 전차의 생산형 모델이 먼저 제작되었고, 카발리어 전차보다 더 뛰어난 실력을 입증했다. 카발리어 전차는 불만족스러운 것으로 평가되었고, 이로 인해 너필드의 전차는 주문량이 500대로 줄어들었다. 전차는 최전방에 투입될 수 없었다.

## 디자인
초기에 카발리어 전차는 구조적 기능이 있는 칸막이 벽으로 분류되어 있었다. 운전자와 덮개의 조종수는 앞칸에 위치했고, 전투 부품은 중앙에 있었다. 전투 칸 뒤쪽의 칸막이는 리버티 마크 4 엔진의 방화벽이 있었고 마지막 칸막이 벽은 엔진으로부터 분리되어 송신실이 있었다. 기계적인 측면에서 카발리어 전차는 윌슨 조종장치와 리버티 엔진을 사용한다는 점에서 이전 전차 모델형인 크루세이더 전차와 유사했다. 리버티 마크 4 엔진은 크루세이더 전차보다 출력비율이 좋았다. 조종 장치의 제어장치와 기어변속 운용은 공기 압축방식으로 남아있었다.
표면상으로, 카발리어 전차의 디자인은 크롬웰 전차와 센타우르 전차와 매우 유사했다. 카발리어 전차는 크롬웰 전차의 상부 공기흡입구가 없었고, 이는 센타우르 전차에서는 선택사항이었다. 카발리어는 더 짧은 포 사정거리를 가지고 있었다. 카발리어 전차는 차체 A형과 B형을 바탕으로 만들어졌으며 크루세이더 전차가 사용하는 후방 공기 배출구를 차량에 적용했다.